# Raamsloop

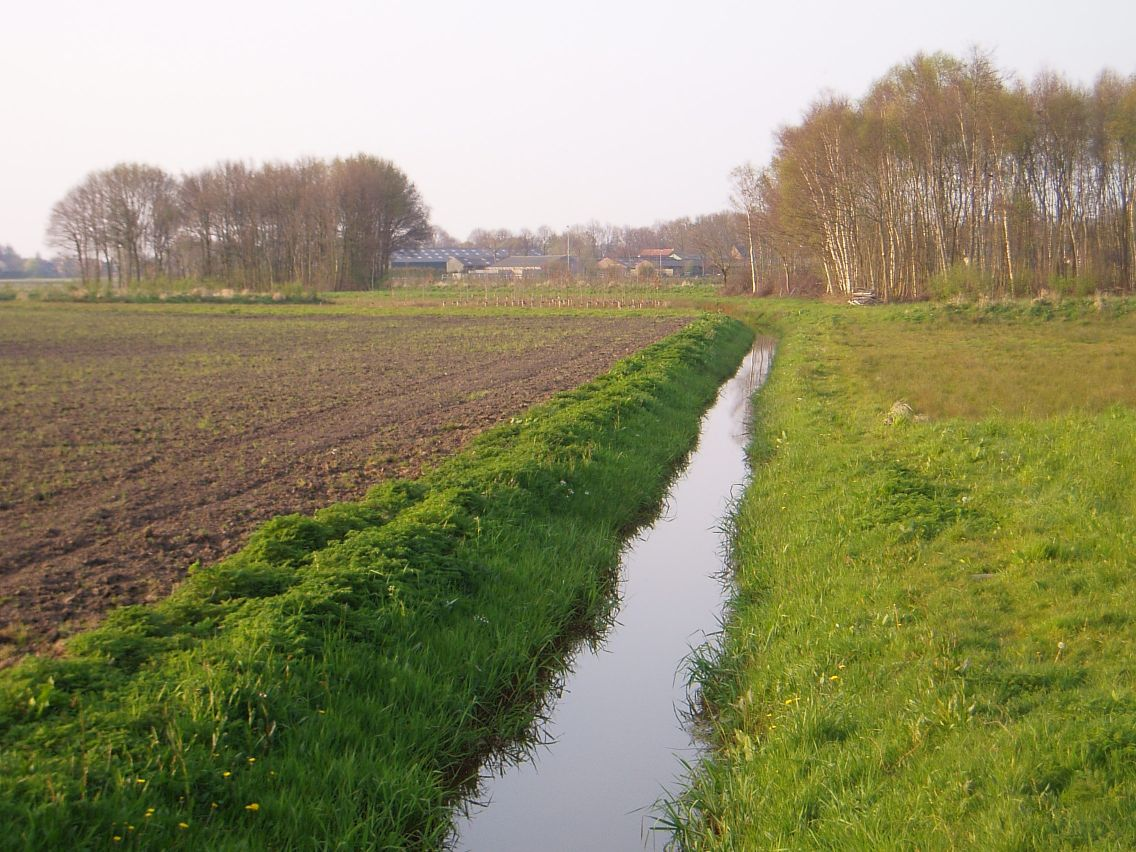
Raamsloop

De Raamsloop (ook: De Stroom) is een beek in Noord-Brabant.
De beek ontspringt in de Kroonvense Heide, loopt in noordelijke richting door het bedrijventerrein bij Bladel, iets ten zuiden langs Hulsel, ten oosten van Lage Mierde, door het landgoed Wellenseind en Landgoed de Utrecht, waar hij uitmondt in de Reusel.
De beek is 9,3 kilometer lang, en vormt een ecologische verbindingszone tussen genoemde natuurgebieden.
Van 2002-2018 werden er werkzaamheden uitgevoerd om de gekanaliseerde beek te hermeanderen.